# Північне повстання
Північне повстання (англ. Rising of the North), відоме також як Заколот північних графів (англ. Revolt of the Northern Earls) — повстання в листопаді—грудні 1569 року, спрямоване на повалення королеви Єлизавети I, яка сповідувала англіканство, зведення на престол королеви-католички Марії Стюарт і відновлення в Англії католицької віри. На чолі повстання стояли двоє графів, які сповідували католицтво і мали володіння в Північній Англії: Томас Персі, 7-й граф Нортумберленд і Чарльз Невілл, 6-й граф Вестморленд, також до нього долучився Томас Говард, 4-й герцог Норфолк. До повстання їх підштовхували емісари короля Іспанії Філіпа II. Однак, через погану підготовку, повстання досить швидко придушено, ватажки втекли з Англії. Один із них, граф Вестморленд, помер у вигнанні, іншого, графа Нортумберленда, видано Англії і страчено. Їхні володіння та титули конфісковано.

## Передумови
1558 року померла королева Англії Марія I, її на престолі змінила Єлизавета I. Проте далеко не всіх влаштовувала її кандидатура. Насамперед незадоволеними були представники католиків, бо вони заперечували законність народження Єлизавети; крім того, нова королева сповідувала англіканство. Католики, яких підтримували королі Франції та Іспанії, вважали, що королевою має стати королева Шотландії Марія Стюарт, яка була онукою Маргарити Тюдор, донькою короля Генріха VII. Особливо сильну підтримку ця позиція викликала в Північній Англії, де кілька впливових представників англійської шляхти були католиками. Ще під час правління Генріха VIII в Північній Англії виникало невдоволення релігійною політикою короля, яке вилилося в 2 повстання (Благодатне паломництво 1536 і Повстання Біго 1537). Позиції прихильників Марії Стюарт посилилися після народження у неї в 1566 сина Якова, проте 1567 року її повалено і вона мусила втекти в Англію, де королева Єлизавета фактично ув'язнила її.
Рух за зміну релігії підтримували інші католицькі держави, насамперед Іспанія, правитель якої, король Філіп II, колишній чоловік королеви Марії Тюдор, посилав до Англії своїх емісарів, які контактували із незадоволеними представниками шляхти. Одним із них був Томас Персі, 7-й граф Нортумберленд.
Хоча граф Нортумберленд не мав політичних амбіцій, він був відданим католицькій вірі. Крім того, був невадоволеним релігійною політикою королеви Єлизавети. Як аслідок, іспанські емісари, які звернулися до нього, змогли переконати графа в необхідності повстання, обіцяючи надіслати військову допомогу.
Ще одним аристократом, замішаним у повстанні, був Томас Говард, 4-й герцог Норфолк. Один із найбагатших людей в Англії, він 1567 року втретє овдовів. І втеча Марії Стюарт до Англії привела його до ідеї стати її чоловіком і повернути її на престол, проте королева Єлизавета, яка не довіряла герцогу, відмовилася підтримати його інтригу. Але Норфолк був сповнений рішучості реалізувати свій план, тим більше, що північна знать підтримувала його шлюбні устремління, а сам він заручився підтримкою Іспанії. Хоча сам він пізніше заперечував, що брав участь у змові з метою повалити Єлизавету, але саме він залучив до повстання ще одного північного графа — Чарльза Невілла, 6-го графа Вестморленда, одруженого з його сестрою Джейн Говард. У серпні він перебував при англійському дворі, але 22 вересня дізнавшись, що Єлизавета, яка побоювалася його амбіцій, найпевніше ув'язнить його в Тауері, втік у свої володіння. У відповідь королева вимагала його повернення, не вірячи у його відписки про хворобу. Герцог послав північним графам послання, благаючи їх не починати зараз повстання, тому що це може вартувати йому життя, а 2 жовтня, змушений підкоритися наказу, прибув до Сент-Олбансу, після чого його помістили під варту в Тауер. Тому в самому повстанні він участі не брав.

## Повстання
У вересні 1569 року графи Нортумберленд і Вестморленд зустрічалися в Йорку з графом Сассексом, очільником Ради Півночі, з яким вони товаришували. Однак незабаром той почав сумніватися в їх лояльності, а також розкрилося, що графи Вестморленд і Нортумберленд листувалися з іспанським послом. На початку листопада за порадою графа Сассекса обох графів раптово викликано в Лондон, але ті відмовилися приїхати.
14 листопада граф Нортумберленд написав листа з вибаченнями, заявляючи про вірність короні, проте бунтівники розуміли, що їх розкрито, серед них почалася паніка і вони передчасно розпочали повстання. 15 листопада, як запобіжний захід, у будинок графа Нортумберленда прибуло кілька солдатів з наказом заарештувати його, але тому вдалося вислизнути і прибути в будинок графа Вестморленда в Брансепеті. Там обидва графи випустили прокламацію про свій намір відновити католицьку віру, закликаючи до себе прихильників, а також про намір звільнити колишню королеву Шотландії Марію Стюарт, ув'язнену в Татбері. До графів та їхніх людей приєдналося багато сусідів, як наслідок, вони опинилися на чолі армії з 1700 вершників і 4 тисяч піхотинців. Хоча вершники були добре тренованими воїнами, піхотинці здебільшого були недисциплінованим натовпом. 16 листопада армія рушила до Дарема, де проведено католицьку месу, а також спалено англіканські богослужбові книги. 17 листопада вони рушили на південь, у Дарлінгтон, а потім у бік Йорка. Вони не стали нападати на Йорк, минувши його. Між 18 і 20 листопада граф Нортумберленд відвідав Ричмонд, Норталлертон і Боробридж, закликаючи їх мешканців приєднатися до повстання. 20 листопада обидва графи разом із графинею Нортумберленд відвідали месу в Ріпоні. У цей же час один із їхніх загонів зайняв Гартлпул, щоб забезпечити зв'язок з континентом, звідки повсталі чекали на допомогу. 22 листопада основна армія повсталих зібралась біля Кліффорд Мура.
Марію Стюарт у цей час вже спішно вивезли з Татбері до Ковентрі. 26 листопада у Віндзорі лідерів бунтівників урочисто проголошено зрадниками. У цей час сер Джордж Боуз зібрав армію й укріпився в замку Барнард, тоді як сер Джон Форстер і сер Генрі Персі, брат графа Нортумберленда, збирали війська на кордоні. Лідери повсталих спочатку планували рушити на Йорк, у якому перебував граф Сассекс, але, дізнавшись про зібрані війська, змінили плани. Граф Вестморленд рушив на замок Барнард, обложивши його. Джордж Боуз успішно оборонявся 11 днів, але через зраду гарнізону йому довелося здати замок в обмін на волю, після чого він приєднався до графа Сассекса. Сам же граф Вестморленд відступив у Ребі, переслідуваний армією Джона Форстера та Генрі Персі.
Граф Нортумберленд вирушив у Топкліфф, куди 11 грудня рушив із Йорка граф Сассекс. Коли він просунувся на північ, графи Вестморленд та Нортумберленд об'єднали свої сили та відступили до кордонів. У результаті повстання було придушено. 16 грудня в Хексемі бунтівні графи розпустили своїх послідовників, закликавши їх рятуватися самостійно, а самі втекли до Шотландії, знайшовши притулок у Ліддесдейлі.

## Наслідки
Повстання було погано підготовлене та придушене. Його лідери перебували в Шотландії, і англійський уряд зробив спробу їх повернути. Графа Нортумберленда вмовляв повернутися і подати прохання про помилування його брат, а графа Вестморленда — його родич, сер Роберт Констебль. Проте бунтівники не ризикнули пристати на пропозицію. Як наслідок, графа Нортумберленда захопив регент Шотландії граф Мортон і 1572 року видав Англії, де його стратили. Граф Вестморленд утік до Іспанських Нідерландів, де помер у бідності 1601 року. Герцог Норфолк, доказів причетності якого до повстання не знайшли, 1572 року виявився замішаним у змові Рідольфі, внаслідок чого його того ж року страчено.
Повстання пройшло майже безкровно. Найбільше загиблих було під час облоги Барнардського замку, коли п'ять солдатів випадково загинули, перестрибуючи через стіни у відчайдушній спробі залишити місто. Фактично, основними цілями бунтівників були економічні, зокрема, обстріл комор, знищення полів та вбивство худоби, що належать прихильникам королеви. Проте уряд спрямував на бунтівників жорсткі репресії. Хоча головні лідери втекли, але понад 800 повстанців страчено. У будь-якому поселенні, яке надало допомогу бунтівникам, відбувалися страти, які були попередженням для інших.
1571 року всі володіння та титули графів Нортумберленда та Вестморленда конфісковано. Титул графа Нортумберленда в результаті було передано Генрі Персі, братові колишнього графа, оскільки він зберіг вірність королеві. Титул же графа Вестморленда відтворено тільки 1624 року для Френсіса Фейна, онука по матері Генрі Невілла, 4-го барона Абергейвенні, нащадка першого графа Вестморленда.